# Israel en los Juegos Paralímpicos de Tel Aviv 1968
Israel estuvo representado en los Juegos Paralímpicos de Tel Aviv 1968 por un total de 54 deportistas, 38 hombres y 16 mujeres.

## Medallistas
El equipo paralímpico israelí obtuvo las siguientes medallas:
| Nombre | Deporte                       | Evento                                    |
| --- | ----------------------------- | ----------------------------------------- |
| Oro |                               |                                           |
| Zipora Rubin-Rosenbaum | Atletismo                     | Jabalina D femenino                       |
| Zipora Rubin-Rosenbaum | Atletismo                     | Maza D femenino                           |
| Zipora Rubin-Rosenbaum | Atletismo                     | Peso D femenino                           |
| Zipora Rubin-Rosenbaum | Atletismo                     | Pentatlón clase especial femenino         |
| Malka Halfon | Atletismo                     | Jabalina clase especial femenino          |
| Malka Halfon | Atletismo                     | Maza clase especial femenino              |
| Batia Shviki | Atletismo                     | Eslalon femenino                          |
| Batia Mishani | Atletismo                     | 60 m novel C femenino                     |
| Izechak Galitzki | Atletismo                     | Disco C masculino                         |
| Ruth Biton Michal Escapa Malka Halfon Ayala Malchan Batia Mishani Zipora Rubin-Rosenbaum Shoshana Sharabi Batia Shviki Geula Siri Neora Even-Sahav Mali Mezin                                                   | Baloncesto en silla de ruedas | Torneo femenino                           |
| Jacob Ben-Arie Zvi Ben-Zvi Arieh Bizam Israel Even-Sahav Izechak Galitzki Israel Globus Baruch Hagai Avraham Keftelovitch Daniel Schachar Avraham Tshuva Amnon Weiss Shmuel Ben-Zakai Arieh Ganz Tzvi Potashnik | Baloncesto en silla de ruedas | Torneo masculino                          |
| Shoshana Sharabi | Esgrima en silla de ruedas    | Florete individual novel femenino         |
| Ora Goldstein | Natación                      | 100 m braza clase abierta femenino        |
| Moshe Levy | Natación                      | 50 m espalda incompleta clase 4 masculino |
| Mati Angel | Tenis de mesa                 | Individual A2 femenino                    |
| Mati Angel | Tenis de mesa                 | Dobles A2 femenino                        |
| Baruch Hagai | Tenis de mesa                 | Individual C masculino                    |
| Baruch Hagai Arieh Rubin | Tenis de mesa                 | Dobles C masculino                        |
| Plata |                               |                                           |
| Batia Mishani | Atletismo                     | Jabalina D femenino                       |
| Batia Mishani | Atletismo                     | Maza D femenino                           |
| Batia Mishani | Atletismo                     | Peso D femenino                           |
| Malka Halfon | Atletismo                     | Disco clase especial femenino             |
| Malka Halfon | Atletismo                     | Peso clase especial femenino              |
| Zipora Rubin-Rosenbaum | Atletismo                     | Disco D femenino                          |
| Geula Siri | Atletismo                     | Jabalina clase especial femenino          |
| Neora Even-Sahav | Atletismo                     | 60 m silla de ruedas B femenino           |
| Batia Mishani Shoshana Sharabi Geula Siri Neora Even-Sahav | Atletismo                     | 4 × 40 m clase abierta femenino           |
| Israel Even-Sahav | Atletismo                     | Disco D masculino                         |
| Amnon Weiss | Atletismo                     | Peso D masculino                          |
| Sasson Aharoni | Esgrima en silla de ruedas    | Florete individual novel masculino        |
| Malka Halfon | Natación                      | 50 m braza clase especial femenino        |
| Rachel Shalom | Natación                      | 50 m libre clase especial femenino        |
| Mali Mezin | Natación                      | 75 m estilos clase abierta femenino       |
| Equipo | Natación                      | 3 × 50 m estilos clase abierta femenino   |
| Arieh Rubin | Natación                      | 75 m estilos clase abierta masculino      |
| Arieh Rubin | Natación                      | 100 m braza clase abierta masculino       |
| Jacob Ben-Arie | Natación                      | 50 m braza incompleta clase 4 masculino   |
| Equipo | Natación                      | 3 × 50 m estilos clase abierta masculino  |
| Michal Escapa | Tenis de mesa                 | Individual B femenino                     |
| Bronce |                               |                                           |
| Geula Siri | Atletismo                     | 60 m novel C femenino                     |
| Geula Siri | Atletismo                     | Disco clase especial femenino             |
| Geula Siri | Atletismo                     | Maza clase especial femenino              |
| Geula Siri | Atletismo                     | Peso clase especial femenino              |
| Ora Goldstein | Atletismo                     | 60 m silla de ruedas B femenino           |
| Ora Goldstein | Atletismo                     | Peso C femenino                           |
| Ruth Biton | Atletismo                     | Disco D femenino                          |
| Shoshana Sharabi | Atletismo                     | Maza D femenino                           |
| Neora Even-Sahav | Atletismo                     | Eslalon B femenino                        |
| Batia Shviki | Atletismo                     | 60 m novel B femenino                     |
| Amnon Weiss | Atletismo                     | Disco D masculino                         |
| Amnon Weiss | Atletismo                     | Jabalina D masculino                      |
| Ayala Malchan | Esgrima en silla de ruedas    | Florete individual novel femenino         |
| Equipo | Esgrima en silla de ruedas    | Sable por equipos masculino               |
| Mati Angel | Natación                      | 25 m braza completa clase 1 femenino      |
| Ora Goldstein | Natación                      | 50 m braza incompleta clase 4 femenino    |
| Mali Mezin | Natación                      | 50 m espalda clase especial femenino      |
| Avraham Keftelovitch | Natación                      | 50 m libre incompleta clase 4 masculino   |
| Arieh Rubin | Natación                      | 50 m braza clase especial masculino       |
| Batia Mishani | Tenis de mesa                 | Individual C femenino                     |
| Joseph Sharav | Tenis de mesa                 | Individual A2 masculino                   |
| Gabriel Gobi Joseph Sharav | Tenis de mesa                 | Dobles A2 masculino                       |
| Mickey Abeles Moshe Gamishida | Tenis de mesa                 | Dobles B masculino                        |